# Cocco Bill
Cocco Bill je strip i animirani film za djecu, autora Benita Jacovittija.
U ovoj parodiji Divljeg zapada, revolveraš "kratkog fitilja" Cocco Bill, koji umjesto žestokih pića pije čaj od kamilice. On doživljava niz uzbudljivih pustolovina i privodi odmetnike pravdi. Cocco Bill je dobar u duši, no njegova ga eksplozivna narav često dovodi u komične situacije. Sa svojim vjernim, ali iznimno sporim konjem, koji razmišlja, sanja (pije i puši) kao čovjek, Cocco Bill nas vodi u osebujan Jacovittijev crtani svijet u kojem možete naći salamu na dvije noge, crvića sa šeširom i još mnoštvo neobičnih i zabavnih detalja.

## Vanjske poveznice
- Cocco Bill